# Рід та знамено
«Рід та знамено» — український історико-науковий часопис із проблем вексилології, генеалогії, геральдики, сфрагістики, ономастики та інших спеціальних історичних дисциплін, неофіційний орган Української родовідної установи. 
Часопис видавався в таборі переміщених осіб поблизу Франкфурта-на-Майні (Німеччина) протягом 1947 року циклостилевим способом тиражем у 100 примірників. Вийшло 4 номери. Редагувався колегіально. 
Із часописом співпрацювали відомі українські вчені М.Андрусяк, М.Битинський, Г.Ващенко, В.Козловська, Б.Крупницький, В.Мацяк, М.Міллер, О.Оглоблин, Т.Олесіюк (Олесевич), Я.Пастернак, Я.Рудницький, В.Сенютович-Бережний, В.Січинський та ін. 
Друкувалися наукові розвідки з біографістики, вексилології, генеалогії, геральдики, сфрагістики, демографії, етнопсихології, євгеніки та інших галузей і дисциплін, методично-довідкові матеріали, зокрема «Українська родовідна книга», «Українська родовідна установа», «Правильник для будови українських родових знамен», «Українські державно-національні відзнаки» М.Битинського, «Статут Української родовідної установи» (схвалений 1937), хроніка та інформація, рецензії, огляди й анотації нових видань, біжуча та ретроспективна бібліографія та ін. 
У «Рід та знамено» публікувалися уривки з поезій О.Олеся та Я.Славутича. Вміщувалися численні малюнки гербів, книжкових знаків, монет, генеалогічних таблиць та ін. Із ряду статей та матеріалів часопису було виготовлено окремі відбитки, які розповсюджувалися Українською родовідною установою. Публікація програмної статті редакції та методично-наукових матеріалів викликала гостру критику опонентів, які вбачали в цьому спробу впровадити шляхетський устрій на еміграції. 
Видання припинилося через труднощі фінансового та організаційного характеру, а також у зв'язку з переїздом значної частини українських емігрантів до Північної Америки.